# کفایت‌گرایی
کفایت‌گرایی یکی از چندین نظریه اصلی عدالت توزیعی است. کفایت‌گرایی دیدگاهی در عدالت است که بر این ایده تأکید دارد که همه باید به اندازه کافی دارا و منعم باشند. هری فرانکفورت، زمانی که توزیع اقتصادی را شرح می‌دهد، پیشنهاد می‌کند که نکته اخلاقی مهم این است که همه باید به اندازه کافی برخوردار و توانگر باشند، نه اینکه همه به میزان یکسان ثروت داشته باشند. جان رومر نیز پیشنهاد می‌کند که کفایت‌گرایی ممکن است به‌عنوان «به حداکثر رساندن تعداد کسانی که به اندازه کافی برخورداری اقتصادی دارند» در نظر گرفته شود (۲۰۰۴، ص ۲۷۸).